# William Clothier

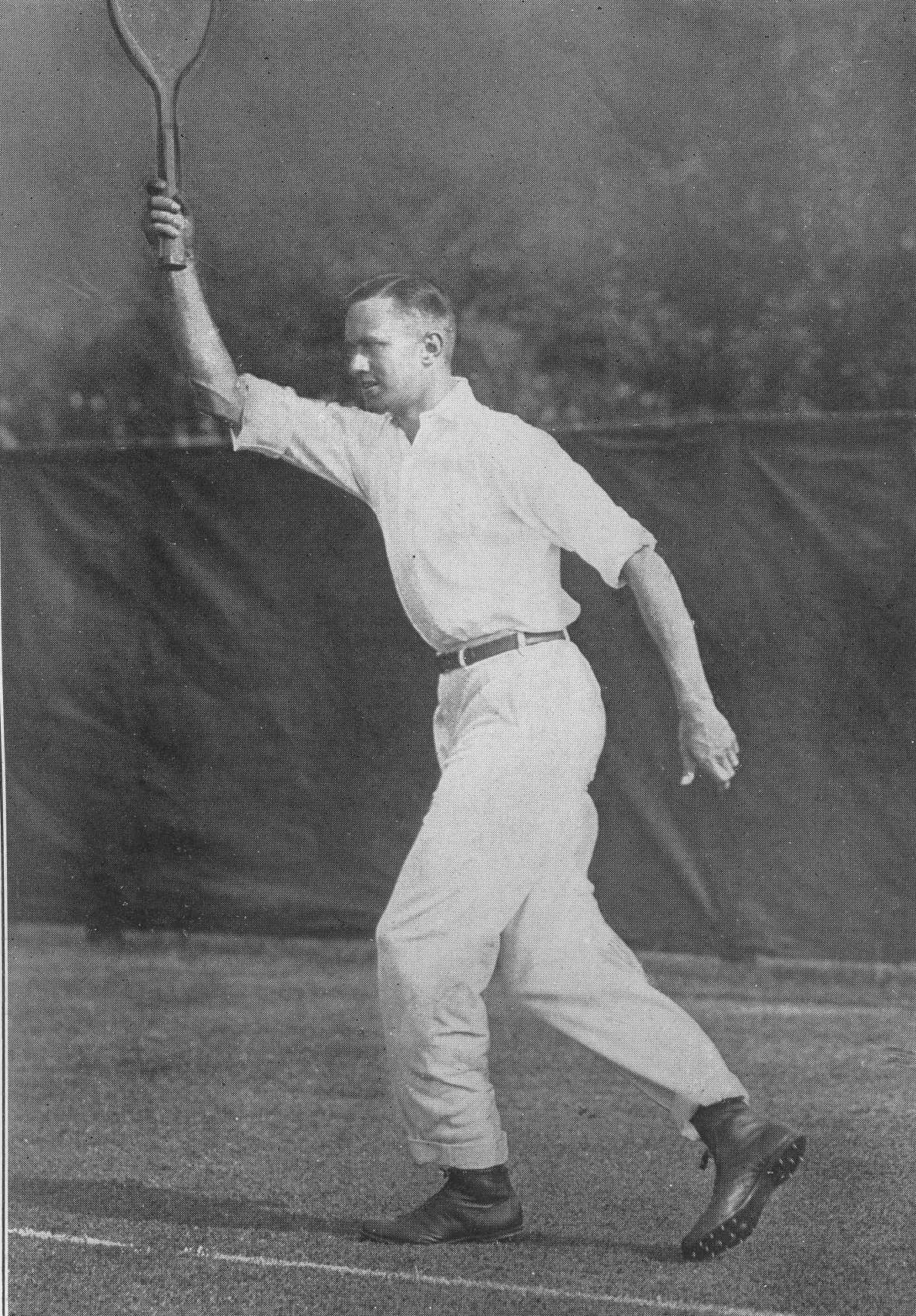
William Clothier en 1915.

William Jackson Clothier (27 de septiembre de 1881 - 4 de septiembre de 1962) fue un jugador de tenis estadounidense, destacado a principios del siglo XX.
Nacido en Sharon Hill, Pensilvania, estudió como la mayoría de los grandes tenistas de su época en la Universidad de Harvard, siendo campeón interuniversitario en 1902 (en individuales y dobles). Fue finalista del US Championships en 1904 (perdiendo ante Holcombe Ward) y en 1906, jugando según el "como nunca más en su vida", logró conquistar el US Championships. Para ello tuvo que levantar 3 puntos de partido (2-5 y 0-40 en el quinto set) para derrotar a Fred Alexander en los cuartos de final y derrotando fácilmente en la final a Beals Wright por 6-3 6-0 6-4. Logró alcanzar la final del torneo una vez más en 1909, pero perdió en 5 sets ante Bill Larned.
Su juego se caracterizaba por sus constantes subidas a la red. Fue miembro del equipo estadounidense de Copa Davis en la primera incursión del equipo en tierras extranjeras en 1906. Allí logró dos victorias ante los campeones francesee Max Decugis y Maurice Germot, pero en la final ante las islas británicas sólo jugó con la serie ya definida a favor del conjunto europeo. Volvió a tener un lugar en el equipo en 1909 donde participó en la serie previa a la final derrotando a los británicos James Parke y Charles Dixon, pero no participó en la serie final ante Australasia.
Fue incorporado al Salón Internacional de la Fama del tenis en 1956. Murió en Filadelfia a los 80 años.

## Torneos de Grand Slam

### Campeón Individuales (1)
| Año  | Torneo           | Oponente en la final | Resultado   |
| 1906 | US Championships | Beals Wright         | 6-3 6-0 6-4 |

### Finalista Individuales (2)
| Año  | Torneo           | Oponente en la final | Resultado           |
| 1904 | US Championships | Holcombe Ward        | 8-10 4-6 7-9        |
| 1909 | US Championships | William Larned       | 1-6 2-6 7-5 6-1 1-6 |

- Datos: Q730800
- Multimedia: William Clothier / Q730800